# Castelleone di Suasa
Castelleone di Suasa è un comune italiano di 1 559 abitanti nella provincia di Ancona nelle Marche.

## Geografia fisica

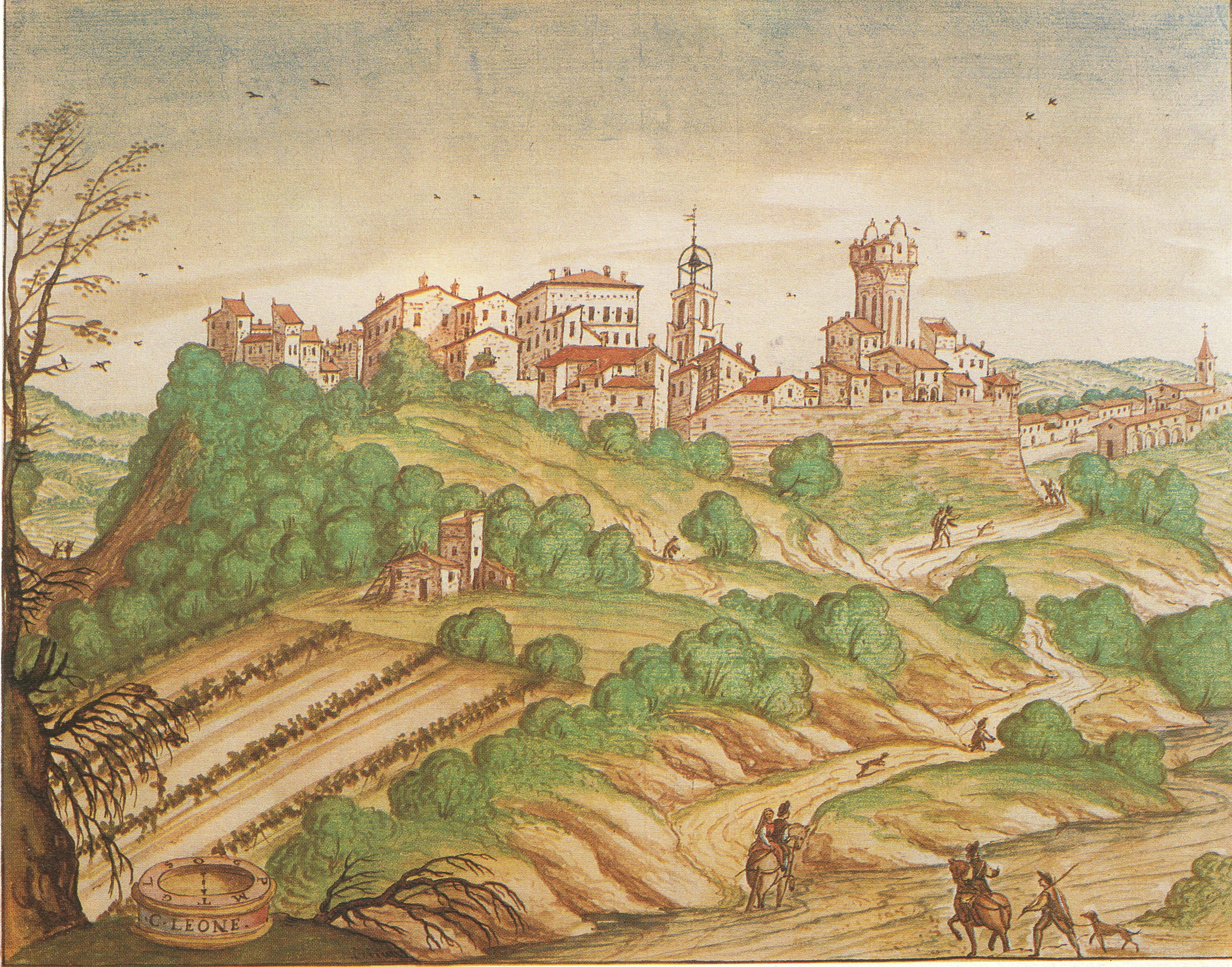
L'immagine più antica di Castelleone di Suasa. Disegno del 1626, eseguito da Francesco Mingucci da Pesaro, in Codice Barberiniano 4434 della Biblioteca apostolica vaticana.

Castelleone di Suasa sorge su un colle alla destra del fiume Cesano. L'antico toponimo medievale "Conocla" (cioè conucula, conocchia, ad indicare una forma conica) ci rivela l'aspetto precedente all'urbanizzazione del colle su cui poggia il paese.
Il territorio comunale confina a nord-ovest con San Lorenzo in Campo (in provincia di Pesaro e Urbino), a nord-est con Corinaldo, ad est con Ostra Vetere a sud est con Barbara e a sud-ovest con Arcevia.
Il paesaggio è prevalentemente collinare e pianeggiante solo in corrispondenza del fiume Cesano a nord e del torrente Nevola a sud. Il rilievo collinare più alto è in località "Croce del Termine" (271 m s.l.m.) da cui si domina visivamente tutta la media valle del Cesano.

## Storia

### La città romana di Suasa
A valle del castello medievale si trovano i resti del municipio romano di Suasa.
Suasa fu fondata dai romani dopo la battaglia di Sentino agli inizi del III secolo a.C. su un terrazzamento alla destra del fiume Cesano, lungo la diramazione della via Flaminia arcaica che passando per Sentinum (Sassoferrato) conduceva a Sena Gallica, (Senigallia).
Inizialmente l'abitato si configura come una praefectura, piccolo centro di riferimento per questioni giuridiche che non aveva però autonomia politica.
Nel 220 a.C. la costruzione della via Flaminia sposta a nord, nella valle del Metauro, il baricentro della viabilità regionale.
Nel periodo tardo repubblicano la città si estende e si afferma come centro di riferimento per gli abitanti di tutta la vallata.
A metà del I secolo a.C. assume dignità municipale, il che comportava un'autonomia politica.
Il I secolo d.C. vede la costruzione dei monumenti principali: l'anfiteatro, il teatro e il foro commerciale, mentre ai primi decenni del II secolo risale l'ampliamento della principale abitazione privata: la Domus dei Coiedii.
Nel III secolo d.C. la crisi economica e demografica che riguarda tutta la penisola italiana, interessa anche Suasa e segna l'inizio di un lento ma inesorabile declino.
Nel 409 d.C. Alarico, re dei Goti, nel percorso di avvicinamento a Roma, in occasione del celebre sacco, attraversa questa vallata, ma la vita a Suasa continua fino al VI secolo, quando la guerra greco-gotica del 535-553 d.C. interessa queste zone in maniera molto cruenta.
La popolazione abbandona la città romana che essendo situata a fondo valle era militarmente poco difendibile. A questo punto la città diventa una cava di materiali disponibili per l'edificazione e la fortificazione dei nuovi insediamenti sulla cima delle colline. I materiali lapidei vengono cotti per ottenere calce, e tutto quanto asportabile viene prelevato. Sebbene la strada sia stata sempre utilizzata fino ai nostri giorni la città ormai deserta crolla e viene nell'arco di pochi anni sommersa da uno strato di fango che le piogge portano dalle vicine colline.

### Medioevo
Della città in età tardo-antico e alto-medievale si perdono le tracce ma non la memoria storica che ritrovamenti sporadici di materiale romano aiutano a rinfrescare. Solo il poderoso anfiteatro rimane in vista con i suoi alti muri perimetrali, sebbene semisommerso dall'argilla.
È in questo periodo che vengono costruiti molti piccoli insediamenti attorno alla città romana, alcuni dei quali si espanderanno mentre altri, abbandonati o distrutti, scompariranno. Attorno al XII secolo nel territorio di Castelleone di Suasa alcuni insediamenti sono ricordati dai seguenti toponimi: Farneto, Cerqua Cupa, Cartecosa, Casalta, Calcinaria, Monte Scolcolo, la Serra del Pavone e Conocla (il nome originario del paese attestato su fonti scritte per la prima volta il 9 gennaio 1186).

### Simboli
Lo stemma e il gonfalone sono stati concessi con decreto del presidente della Repubblica del 4 giugno 1990.
Il gonfalone è un drappo partito di bianco e d'azzurro.

## Monumenti e luoghi d'interesse

### Architetture religiose

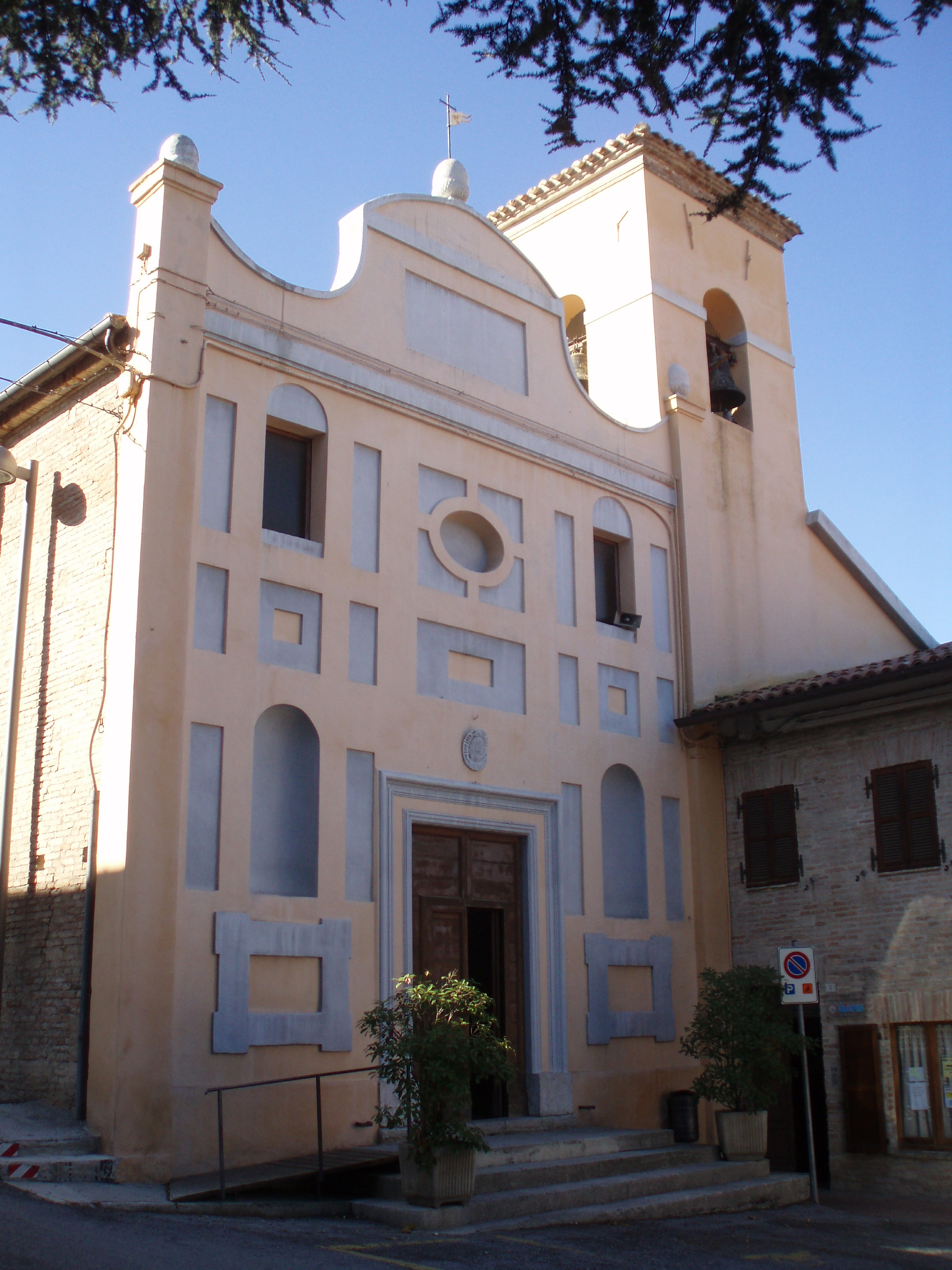
Chiesa di San Francesco di Paola

#### Chiese

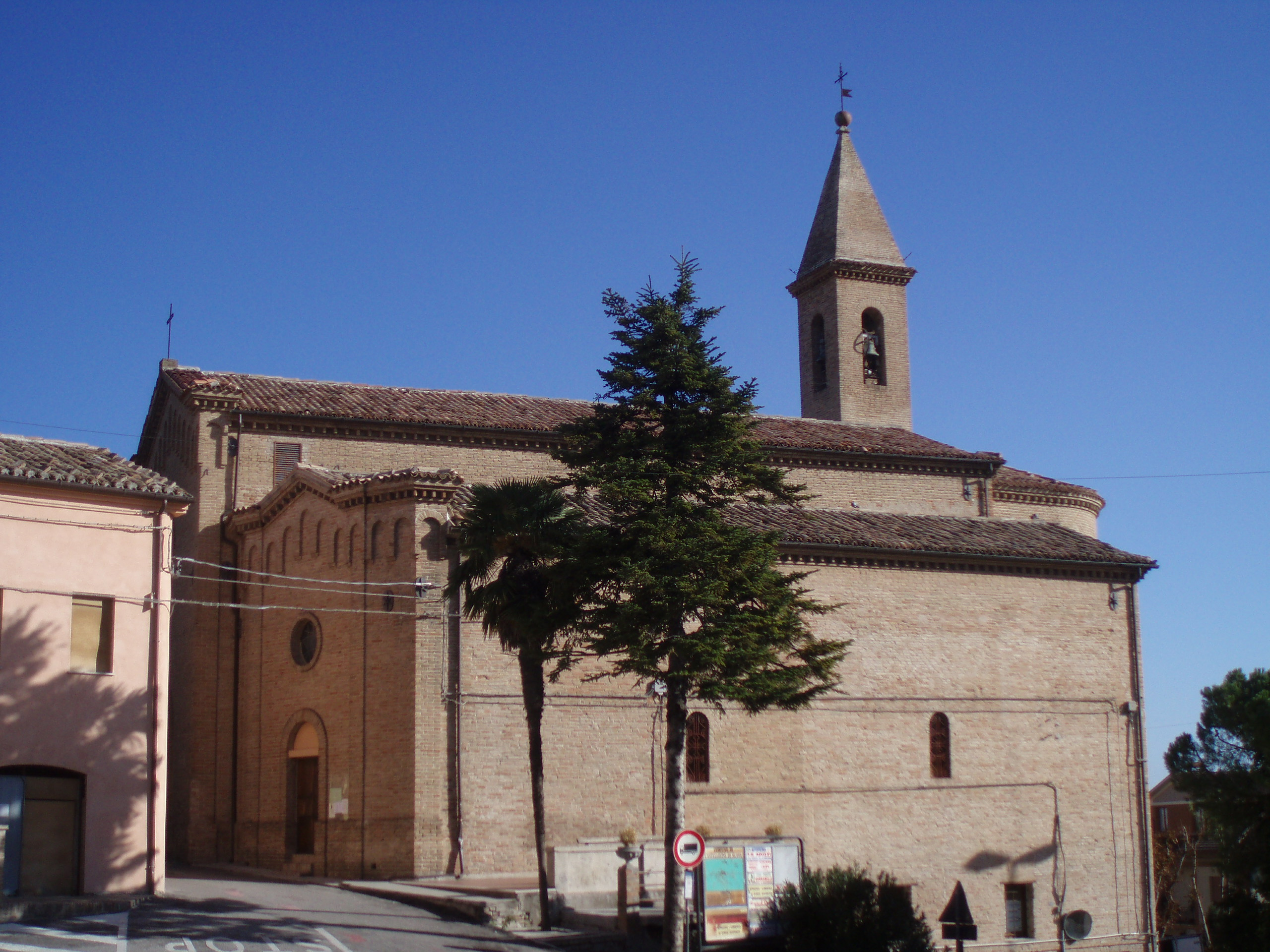
Chiesa parrocchiale dei Santi Pietro e Paolo, vista da piazza Vittorio Emanuele II

- La chiesa parrocchiale dei Santi Pietro e Paolo, della seconda metà del Cinquecento, conserva un olio su tela rappresentante L'annunciazione di scuola baroccesca forse attribuibile ad Antonio Viviani (XVI secolo) e una Madonna con bambino, san Pietro martire e san Sebastiano. La chiesa ha tre navate, transetto con abside affrescata nel secondo dopoguerra con il motivo di Cristo Re, opera del pittore Tarcisio Bedini di Ostra, dopo che venne completamente rifatta in stile neo-romanico in seguito al bombardamento del 1944 ed in occasione della demolizione (1948) dell'antica antistante Torre Civica con la conseguente sistemazione dell'ingresso al vecchio nucleo. Dopo il terremoto del 1997 è stata restaurata e si sono dotati i tre ingressi alle rispettive navate con tre portoni in bronzo raffiguranti i santi titolari della parrocchia.
- La chiesa di San Francesco di Paola (altrimenti detta "del Santissimo Crocefisso") si trova adiacente all'ex convento dei frati Minimi, ora restaurato, che ospita la sede municipale. Chiesa a navata unica, è dedicata al compatrono della parrocchia. Nel marzo 2007 si è concluso il restauro di due dipinti: una Traslazione della santa Casa e santi firmata dal pittore forsempronese Ascanio Casola (1674) allora diciannovenne e una Madonna con bambino e santi di pittore ignoto del XVII secolo.
- L'ex chiesa di Sant'Antonio Abate, ora sormontata dalla nuova Torre Civica ricostruita in stile neo-medievale con merlatura di coronamento nella seconda metà degli anni 1960 al posto della vecchia abbattuta nel dopoguerra, che sorgeva dirimpetto alla parrocchiale. Di proprietà comunale, è attualmente sede di un circolo giovanile.
- La chiesa del cimitero comunale, edificata nel 1855 e ristrutturata nel 1991.

#### Cappelle rurali
Fuori dell'abitato si trovano alcune cappelle rurali:
- La chiesetta di San Pietro martire da Verona, patrono della parrocchia, in via Vaseria.
- La cappella rurale di San Martino di Tours, edificata in zona Case Nuove e Farneto nel XIX secolo, dove è esposta una tela giovanile del pittore Ercole Ramazzani (XVI secolo).
- La cappella rurale di Santa Maria del Soccorso nella contrada di Santa Lucia, edificata nel 1969.
- La chiesetta di Santa Maria di Massa (popolarmente nota come "della Madonna del Vallato") in località La Fonte.
- La chiesetta del Santissimo Crocefisso, in contrada Pian Volpello, riedificata nel 1937, (in precedenza dedicata a santa Caterina).
- La cappella di Sant'Antonio di Padova presso la villa Pianetti, cappella gentilizia privata del XVII secolo.

#### Edicole votive
Numerose sono le edicole dedicate ai santi protettori di contrade che nei secoli sono state costruite a testimonianza della devozione popolare.

### Architetture civili
Il palazzo Compiano-Della Rovere è situato nel centro storico e possiede un portale del Cinquecento e una corte. Il palazzo venne costruito da Ippolito Della Rovere, marchese di San Lorenzo in Campo e si ricorda per essere stato scelto come dimora per gli ultimi anni dall'ultima duchessa di Urbino Livia della Rovere. La piazzetta antistante il palazzo è stata intitolata, negli scorsi anni, alla di lei memoria.
In seguito all'estinzione della famiglia Della Rovere il palazzo cambiò molte volte proprietari fino a che le ultime eredi della famiglia Compiano vendettero al comune l'edificio al fine di ospitare, dopo un adeguato restauro, il museo civico archeologico della città romana di Suasa.

### Siti archeologici

#### Parco archeologico della città romana di Suasa

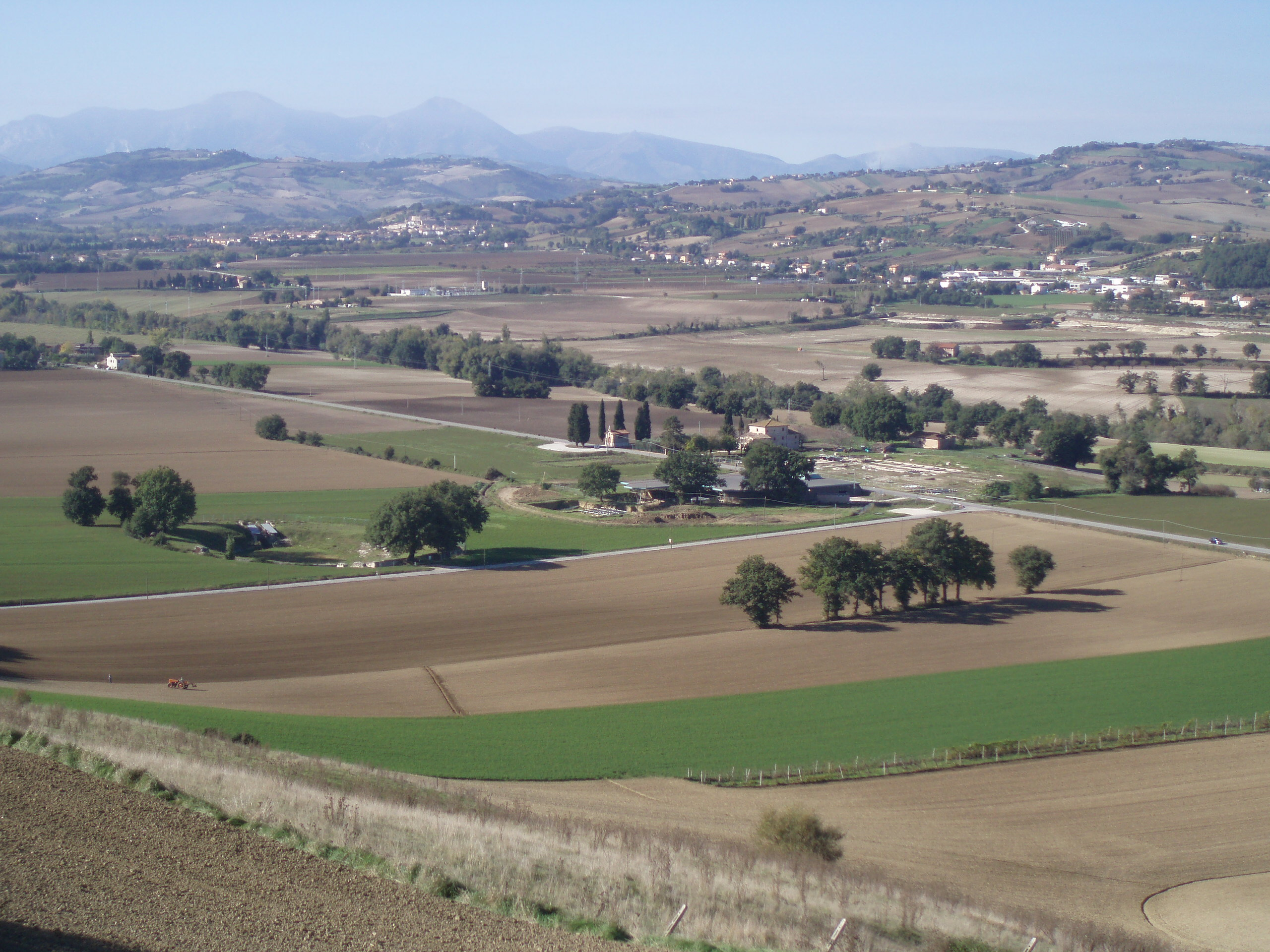
L'area archeologica di Suasa. Vista dalla località "Croce del Termine"

A valle del castello medievale in località Pian Volpello, si trovano i resti del municipio romano di Suasa.
Dal 1987 il dipartimento di archeologia dell'Università di Bologna, in collaborazione con la Soprintendenza per i beni archeologici delle Marche, ha avviato un programma di scavi che ha permesso di rinvenire l'antica strada basolata, il foro commerciale, due aree sepolcrali, l'anfiteatro e soprattutto la Domus dei Coiedii ricca abitazione patrizia.
La domus dei Coiedii, musealizzata all'aperto, di grande interesse per la vastità e la complessità architettonica, è al momento la principale attrazione del parco. La domus fu abitata a lungo, raggiungendo il massimo splendore nel II secolo d.C. Nei mosaici si possono vedere scene mitologiche, floreali e geometriche, il pavimento marmoreo è realizzato con oltre sedici tipi diversi di pietra. Una copertura e delle passerelle sopraelevate consentono il percorso di visita.
Adagiato ai piedi della collina si trova il  anfiteatro. Durante la stagione estiva vi si svolgono spettacoli teatrali.

## Società

### Evoluzione demografica
Abitanti censiti

### Etnie e minoranze straniere
Questi sono i numeri riguardanti la presenza di cittadini stranieri a Castelleone di Suasa al 31 dicembre 2024, divisi per nazionalità:
- Cina: 33
- Pakistan: 16
- Marocco: 14
- Romania: 14
- Senegal: 14
- Albania: 10
- Macedonia del Nord: 8
- Paesi Bassi: 6
- Gambia: 4
- Nigeria: 3
- Botswana: 2
- Brasile: 2
- Germania: 2
- Serbia: 2
- Bielorussia: 1
- Bulgaria: 1
- Egitto: 1
- India: 1
- San Marino: 1
- Tunisia: 1
- Totale: 136

## Cultura

### Museo civico archeologico della città romana di Suasa - Alvaro Casagrande
Il museo, inaugurato nel giugno 2000, è stato allestito per accogliere gli oggetti di maggior rilevanza ritrovati negli scavi del parco archeologico.
Collocato nel palazzo Della Rovere, espone preziose statue, epigrafi e i materiali provenienti dalle ultime campagne di scavo. Accanto agli oggetti di vita quotidiana accuratamente restaurati, pezzi forti del percorso espositivo sono una testa dell'imperatore Augusto in marmo greco e gli affreschi della domus dei Coiedii. Le pitture di Suasa, ricche di motivi figurativi e rappresentazioni architettoniche, costituiscono uno dei rari esempi superstiti di decorazione pittorica romana eseguita dopo Pompei.

### Eventi
- In primavera si svolge la Festa del Perdono, l'evento religioso più importante dell'anno, seguita dalla Fiera il lunedì successivo.
- La cipolla di Suasa è stata uno degli alimenti più importanti nell'economia locale (i castelleonesi erano famosi come "cipollari"), e perciò da qualche anno l'appuntamento di maggiore richiamo è diventata la Festa della Cipolla, il primo fine settimana di settembre che prevede spettacoli itineranti e stand gastronomici con ricette a base di cipolla.

## Economia
L'economia è caratterizzata da imprese di piccole dimensioni nel settore del legno e della meccanica.
La presenza di una fiorente attività floro-vivaistica ha guadagnato al paese l'appellativo di "Paese verde".

## Amministrazione

Il gonfalone comunale

- Statuto comunale: http://statuti.interno.it
- Castelleone di Suasa, insieme a Corinaldo aderisce all'Unione dei comuni "Misa e Nevola": Scarica lo statuto

## Sport

### Calcio
La squadra di calcio è la Castelleonese che gioca in Prima Categoria marchigiana.